# Karl Josef von Auersperg
Karl Josef Anton von Auersperg  (ur. 17 lutego 1720 r.; zm. 2 października 1800 r.) –  książę ziębicki w latach 1783–1791.
Karl Josef von Auersperg był najstarszym synem Heinricha Josefa Johanna von Auersperga i Marii Dominiki Magdaleny von und zu Liechtenstein (1698-1724). 22 maja 1744 r. ożenił się z Marią Josefą Antoniną von Trautson (1724–1792), córką księcia Johanna Wilhelma von Trautson. Żona wniosła mu dobra Vlašim koło Benešova w Czechach. Karl Josef był cesarskim tajnym radcą i komornikiem. Posiadał również dziedziczne urzędy w Krainie. Otrzymał Order Złotego Runa.
W 1791 r. książę sprzedał księstwo ziębickie wraz z okręgiem Ząbkowic za 450 000 guldenów wiedeńskich, czyli 300 000 talarów, królowi pruskiemu Fryderykowi Wilhelmowi II. Kontrakt podpisano we Wrocławiu i Wiedniu 14 października i 18 października 1791 r. Realizacja kontraktu nastąpiła 21 października 1791 r. Z otrzymanych pieniędzy książę utworzył fideikomis pieniężny. 11 listopada 1791 r. cesarz Leopold II podwyższył jego majątek Gotschee w Krainie (obecnie Kočevje w Słowenii) do rangi księstwa. Była to nagroda za sprzedaż księstwa ziębickiego.

## Literatura
- Tuma K., z Auersperga, [w:] Ottův Slovník Naučný, t. 2, Praha 1889, s. 1019-1025.